# Dubrovytsja
Dubrovytsja (ukrainsk: Дубровиця, polsk: Dąbrowica, russisk: Дубровица, jiddisch: דומברוביצא) er en by i Rivne oblast, Ukraine. Den er administrationsby i Dubrovytsja rajon, og er stedet for den nu ødelagte jødiske shtetl Dombrovitza. Byen har 9.424 (2019) indbyggere.Den ligger på bredden af floden Horyn nord for oblasthovedstaden Rivne.
Blandt de mest bemærkelsesværdige historiske seværdigheder i byen er en romersk-katolsk kirke i rokokostil grundlagt i 1740 af Kazimierz Pniewski og to ortodokse kirker: den ene grundlagt i 1861 af Ignacy Plater (hvis gods indtil 1917 lå i Worobin, ca. 3 km nord for byen) og den anden bygget i 1872. Indtil Holocaust havde byen også tre synagoger.